# Семенов Юрій Володимирович
Юрій Володимирович Семенов (нар. 1927 — ?) — радянський діяч, секретар Тернопільського обласного комітету КПУ, 1-й секретар Гусятинського районного комітету КПУ Тернопільської області.

## Біографія
Освіта вища. Член КПРС.
У 1962—1964 роках — начальник Чортківського виробничого колгоспно-радгоспного управління Тернопільської області.
У січні 1965 — червні 1968 року — 1-й секретар Гусятинського районного комітету КПУ Тернопільської області.
12 червня 1968 — 4 листопада 1988 року — секретар Тернопільського обласного комітету КПУ з питань сільського господарства.
З листопада 1988 року — на пенсії.

## Нагороди та відзнаки
- орден Трудового Червоного Прапора
- орден «Знак Пошани»
- медалі